# Bandungsari (Sukodadi)
Bandungsari is een bestuurslaag in het regentschap Lamongan van de provincie Oost-Java, Indonesië. Bandungsari telt 1805 inwoners (volkstelling 2010).